# Maria Theresia af Østrig (1638-1683)
 Ikke at forveksle med Maria Theresia af Østrig.
 For alternative betydninger, se Maria Theresia af Østrig (flertydig). (Se også artikler, som begynder med Maria Theresia af Østrig)
Maria Theresia af Østrig, Infanta af Spanien, Infant af Portugal, Ærkehertug af Østrig (spansk: María Teresa; fransk Marie Thérèse) (10. september 1638 – 30. juli 1683) var datter af Filip 4. af Spanien og Elizabeth af Frankrig og var fransk dronning, da hun var gift med Ludvig 14. (også kaldt Solkongen).

## Børn
1. Ludvig af Frankrig, Den Store Dauphin (1661–1711)
2. Anne Elisabeth af Frankrig (18. november 1662–1662)
3. Marie Anne af Frankrig (16. november 1664–1664)
4. Marie Thérèse af Frankrig (1667 – 1672) "Madame Royale"
5. Philippe Charles af Frankrig , Hertug af anjou (1668–1671)
6. Louis François af Frankrig , Hertug af anjou (1672)